# د. جاي دين
د. جاي دين (بالإنجليزية: D. J. Dean)‏ هو لاعب كرة قدم أمريكي في مركزي الوسط والهجوم، ولد في 29 سبتمبر 1998 في لوس أنجلوس في الولايات المتحدة. لعب مع تولسا روناكس.